# Tout comprendre
Tout comprendre est une gamme de magazines édités par Fleurus Presse.

## Tout Comprendre junior
De 8 à 12 ans, il existe un magazine nommé Tout comprendre junior. De 2012 à 2017, il était simplement intitulé Tout comprendre[réf. souhaitée].

## Comment ça marche
De 13 à 17 ans, il existe un magazine nommé Comment ça marche.

## FullSciences
Un magazine trimestriel existe aussi, FullSciences.